# Indiana Ave. Blues
Indiana Ave. Blues — студійний альбом американського блюзового музиканта Джей-Ті Адамса, що вийшов на лейблі Bluesville Records у 1964 році. Записаний у 1961 році в Індіанаполісі (Індіана) за участю Ширлі Гріффіта.  

## Опис
Ширлі Гріффіт працював на фабриці Chevrolet (пропрацював там близько 20 років) в Індіанаполісі, де познайомився і подружився з Джей-Ті Адамсом. Їх часто запрошували виступити на вечірках, у клубі чи таверні. На момент запису цього альбому, вони грали разом понад 15 років.
«Walkin' Blues» — власна композиція Гріффіта, є сумішшю блюзових стилів, які пополяризував Лерой Карр у 1930-х роках.«Match Box Blues» — традиційна блюзова пісня, яку Адамс вивчив у дитинстві в Кентуккі (ймовірно, не має жодного стосунку до відомої пісні Блайнд Лемон Джефферсона «Match Box Blues»). Пісню «Oh Mama How I Love You» написав Біг Білл Брунзі, а «Kansas City» 1928 році записав співак з Мемфіса Джим Джексон на лейблі Vocalion Records і вона була дуже популярною (і зрештою увійшла до репертуару багатьох блюзових музикантів). «Done Changed the Lock on My Door» — дуже відомий блюз, який записували такі виконавці, як Кейсі Біл і Сонні Бой Вільямсон.

## Список композицій
Сторона «А»
1. «Walkin' Blues»
2. «Match Box Blues»
3. «Indiana Avenue Blues» [інстр.]
4. «In the Evening»
5. «"A" Jump» [інстр.]

Сторона «Б»
1. «Oh Mama How I Love You» (Біг Білл Брунзі)
2. «Kansas City» (Джим Джексон)
3. «Bright Street Jump» [інстр.]
4. «Done Changed the Lock on My Door»
5. «Naptown Boogie» [інстр.]

Записаний у 1961 року в Індіанаполісі (Індіана) інженером Біллом Чеппелом.

## Учасники запису
- Ширлі Гріффіт — вокал (А 1, 4, В 1, 4), гітара
- Ті-Джей Адамс — вокал (А 2, В 2, 5), гітара

Технічний персонал
- Артур Розенбаум — продюсер, текст до платівки
- Білл Чеппел — інженер звукозапису

## Видання
| Країна | Дата | Лейбл              | Формат | Каталог     |
| ------ | ---- | ------------------ | ------ | ----------- |
| США    | 1964 | Bluesville Records | LP     | BVLP 1077   |
| США    | 1999 | Prestige Records   | CD     | PRCD-9917-2 |